# Sacriston
Sacriston – wieś w Anglii, w hrabstwie Durham. Leży 6 km na północny zachód od miasta Durham i 381 km na północ od Londynu.